# コッペリアの柩
「コッペリアの柩」（コッペリアのひつぎ）は、ALI PROJECTの10枚目のシングル。2001年5月23日にビクターエンタテインメントから発売された。

## 概要
本シングルのA面「コッペリアの柩」は、テレビアニメ『ノワール』のオープニングテーマである。同アニメのサウンドトラックにも収録されている。C/Wの「après le noir」は、楽器にピアノ、ギター、フリューゲルホルンを用いており、「フレンチ風」の曲となっている。ボーカル以外に、フランス語の台詞（男性）が入っている。アニメ放送中に本シングルのCMも流れた。石丸電気のシングル売り上げで三週連続1位を獲得した。
ALI PROJECTは、同一楽曲で多くのアレンジを発表することが多いが、なかでもこのA面楽曲は異なるバージョンの多い曲のひとつである。もともとは1999年発売のミニアルバム『Alipro Mania』に収められていた曲であり、またシングル発売後にはフルアルバム『Aristocracy』にも収録されたが、「Noir Ver.'」と銘打たれたシングルバージョンはこのどちらとも異なり、歌がサビから始まる。また、後の2001年9月21日に、PRYAID RECORDSから「コッペリアの柩 Hyper Remix version」としてシングルCDがリリースされており、そちらはいわゆるパラパラの振り付けもある、リミックス版である。その他に同一バージョンがベスト・アルバムの『COLLECTION SIMPLE PLUS』（なお、同アルバムにはC/Wのaprès le noirも収録されている）に、ストリングスバージョンが月光嗜好症に、ライブ音源が『月光嗜好症GIG Alipro-Mania II』に収録されている。コッペリアの意味は該当項目に詳しい説明がある。
通常、ALI PROJECTの楽曲は一部を除いて作詞が宝野、作曲や編曲が片倉という組合せがほとんどだが、「コッペリアの柩」は宝野の鼻歌による作曲であるという。ただしCDのクレジットは 作曲：片倉三起也 表記となっている。
ALI PROJECTの他のビクターエンタテインメントからリリースされたシングルと同じく、スリムケース仕様。ジャケットは宝野の写真ではなく『ノワール』のものとなっているが、中には宝野と片倉の写真がある。なお、宝野の写真がジャケットを飾ることは多いが、片倉が一緒に写っていることはまれ（特に近年リリースのCDで顕著）である。

## 収録曲
（全作詞：宝野アリカ、作曲：片倉三起也、編曲：片倉三起也)

### コッペリアの柩（Noir Ver.'）
1. コッペリアの柩（Noir Ver.'） [3:57]
  - テレビアニメ『ノワール』オープニングテーマ。
  - なお、ラスト部分では武満徹が作曲した「ノスタルジア ―アンドレイ・タルコフスキーの追憶に―」が引用されている。
2. après le noir [4:16]

### コッペリアの柩 ハイパー・リミックス&オリジナル・アルバム・バージョン
1. コッペリアの柩(Hyper Remix Version)
2. コッペリアの柩(Original Album Version)
3. コッペリアの柩(Hyper Remix Version-playback)

## 収録アルバム
| 曲名           | 収録アルバム               | 発売日         | 備考                  |
| -------------- | -------------------------- | -------------- | --------------------- |
| コッペリアの柩 | 『Alipro Mania』           | 1999年12月24日 | 1stミニアルバム       |
| コッペリアの柩 | 『Aristocracy』            | 2001年4月25日  | 5thオリジナルアルバム |
| コッペリアの柩 | 『COLLECTION SIMPLE PLUS』 | 2006年7月26日  | 3rdベストアルバム     |
| après le noir  | 『COLLECTION SIMPLE PLUS』 | 2006年7月26日  | 3rdベストアルバム     |